# Incendie de Goodwin
L'incendie de Goodwin (en anglais : Goodwin Fire) est un très grand feu de forêt qui a eu lieu entre le 24 juin et le 10 juillet 2017 dans le comté de Yavapai en Arizona, aux États-Unis. 
Pendant seize jours, il a causé la destruction de 11 540 hectares et de dix-sept maisons tout en endommageant dix-neufs autres structures. Aucun pompier ou civil n'a été blessé ou a trouvé la mort dans l'incendie.
Les enquêteurs n'ont déterminé aucune cause particulière à l'incendie.